# Günter Maritschnigg
Günter Maritschnigg   (Bochum, 7 de novembre de 1933 - Witten, 22 de gener de 2013) va ser un lluitador alemany, especialista en lluita grecoromana, guanyador d'una medalla olímpica.
El 1960 va prendre part en els Jocs Olímpics d'Estiu de Roma, on va guanyar la medalla de plata en la competició del pes wèlter del programa de lluita grecoromana. En el seu palmarès també destaca el campionat nacional de 1959.